# Frank Furedi

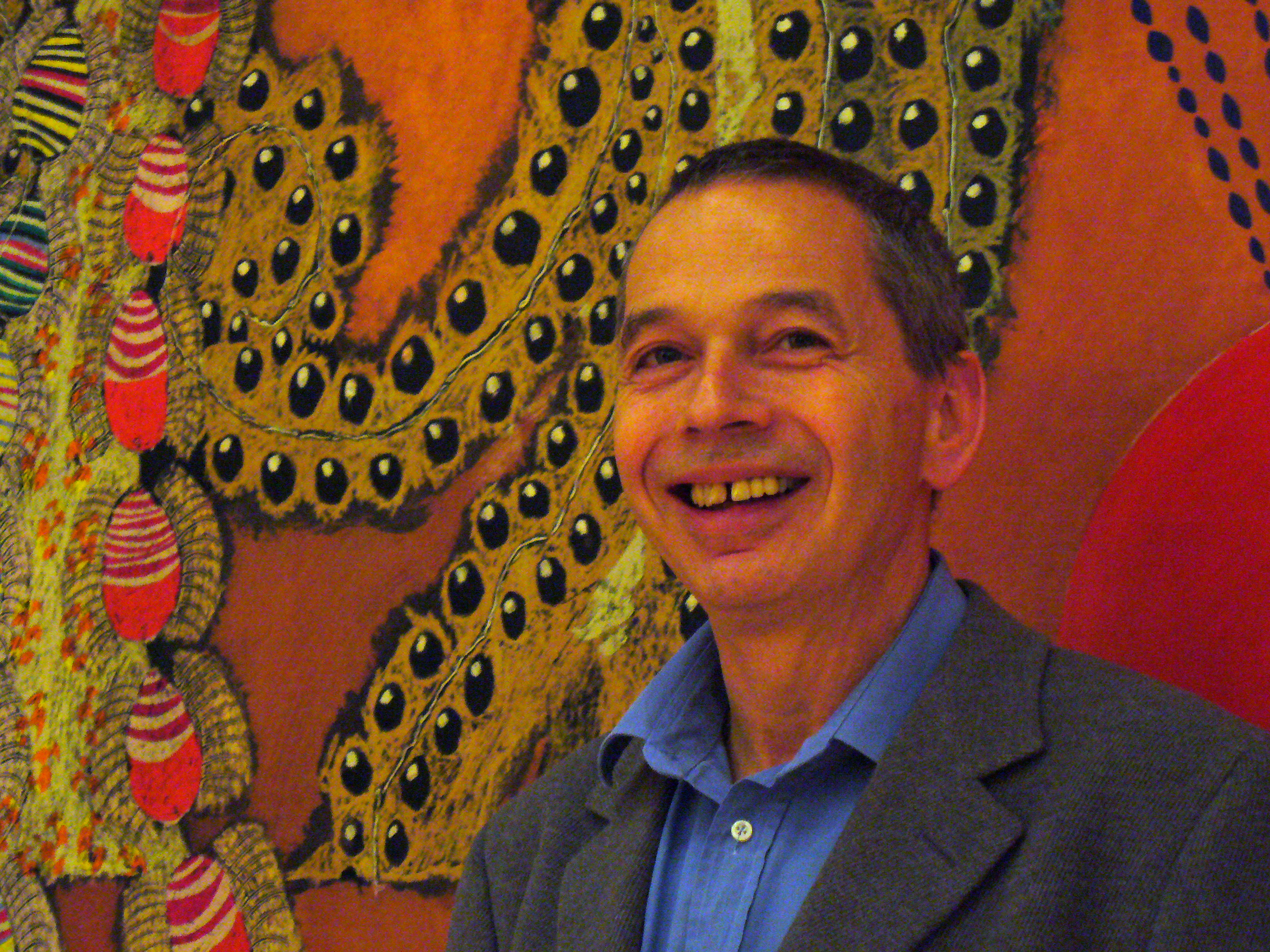
Frank Furedi

Frank Furedi (Hongarije, Boedapest, 1947) is hoogleraar sociologie aan de Universiteit van Kent en auteur van diverse boeken over imperialisme, rassenrelaties, onderwijs, terrorisme en angst. Hij zou de meest geciteerde socioloog in de Britse pers zijn.

## Biografie
Hij emigreerde samen met zijn ouders naar Canada na de mislukte Hongaarse opstand van 1956 tegen het communistische regime. In Montreal (Canada) studeerde hij geschiedenis aan de McGill-University en kwam in in aanraking met de radicale studentenbeweging. Hij belandde op een zwarte lijst en kwam geen Canadese universiteit meer binnen. In de London University vond hij in 1969 een promotieplaats.
In de jaren zeventig was hij onder het pseudoniem Frank Richards lid van diverse links-radicale organisaties. Na een strategisch meningsverschil binnen een van deze organisaties nam Furedi het initiatief tot oprichting van de Revolutionaire Communistische Partij (RCP), waarvan hij voorzitter werd. Deze organisatie was aanvankelijk trotskistisch georiënteerd, maar werd vooral bekend om haar tegenwerking van andere linkse bewegingen. Gedurende de jaren 80 schoof de beweging, nog steeds onder Furedi's leiding, op naar een libertarische positie. De RCP werd in 1997 opgeheven, maar veel oud-leden (inclusief Furedi, zijn vrouw en enkele van zijn studenten) bleven verbonden via een netwerk van denktanks en het blad LM (oorspronkelijk Living Marxism, een publicatie van de RCP).

## Thema's
Aanvankelijk publiceerde hij over de westerse rechtvaardiging van Afrikaanse neokolonisatie. In de jaren negentig werd hij internationaal bekend met zijn studie Culture of Fear (Continuum, 1997) over de repercussies van angst en onzekerheid in de Westerse samenleving. Het Westen cultiveert de angst voor risico’s: voedsel is onbetrouwbaar, het milieu gaat naar de knoppen, technologie maakt van mensen slaven, pedofielen azen op kinderen en sinds 9/11 ziet men overal terroristen. Daarna publiceerde hij over opvoeding in Paranoid Parenting (Allen Lane, 2001), over het gebrek aan moedige en onderbouwde morele en politieke visie in Where Have All the Intellectuals Gone? (Continuum, 2004) en in 2006 belichtte hij de paradox van mensen die nooit zo lang studeerden als vandaag enerzijds en hun leven in een van de oppervlakkigste culturen aller tijden anderzijds. Waarom is men achterdochtig als het op eruditie aankomt, vroeg hij zich af in Waar zijn de intellectuelen? in 2006. In 2009 klaagt hij het onderwijssysteem aan dat doordrongen wordt van amusement, socialisatie en therapie in Wasted: Why Education Isn't Educating (Continuum, 2009). Naast boeken schrijft hij columns en commentaren voor het internettijdschrift www.spiked-online.com, The Guardian en The Times Higher Education Supplement over zaken als onkritische journalistiek, conformisme, betutteling en het gebrek aan morele moed.
In 2018 verscheen het boek Populism and the European Culture Wars. Furedi beschrijft daarin onder meer het beleid van de Europese Unie tegenover de wens die leeft in diverse lidstaten van de EU om de nationale identiteit te versterken, en tegenover het hedendaags populisme. De rol en de (verschillende) interpretaties van de geschiedenis zijn hierin van groot belang. Furedi, zelf geboren in Hongarije, illustreert dit aan de hand van de confrontatie tussen de EU en de regering van Hongarije onder premier Viktor Orbán.